# Захум'я
Захум'я (серб. Захумље, хорв. Zahumlje) — середньовічне сербське князівство, що знаходилося на території сучасних Герцеговини і Далмації. Основне населення — захумляни. Вперше згадується в X столітті як область, яка перебувала під владою сербського князя Михайла Вишевичі.

## Назва та джерела

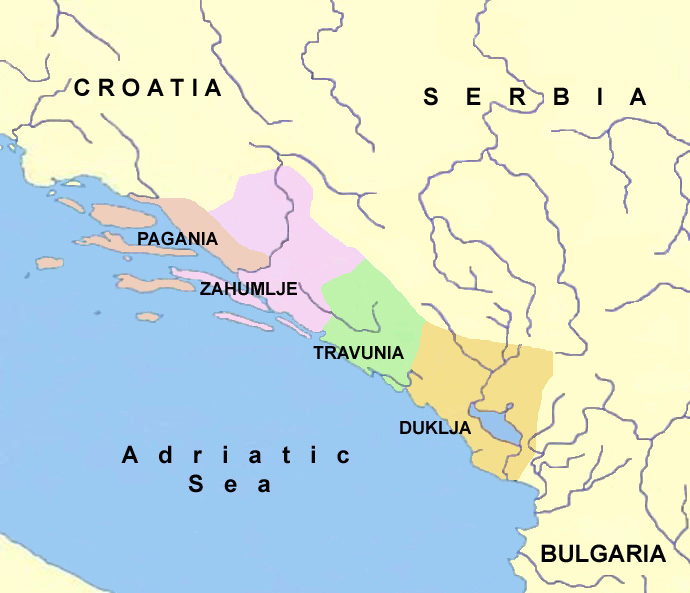
Розташування Захум'я за свідченням Костянтина Багрянородного (близько 950 року)

Назва області більшість істориків відносять до гори Хум (Холм), що розташовувалася в районі сучасного Блага. Область під назвою Захум'я вперше згадується в творі «Про управління імперією», написаному Костянтином Багрянородним близько 950 року. У ньому область розташована на Адріатичному узбережжі між річкою Неретвою на півночі й сучасним Дубровником на півдні, і включає такі міста, як Стагнон, Буну (розташовувалася в районі міста Блага — центру області), Хлоум та інші. У той час область була обмежена басейном річки Неретви. Після завоювання Боснії турками стара назва вийшла з ужитку. У XII столітті область Захум'я отримує назву Хум або Хумська земля.
Відомості про перші століття існування слов'янських племен на цих землях надзвичайно мізерні. Археологічні матеріали нечисленні й важко піддаються датуванню. Письмові джерела практично повністю відсутні. Вперше ім'я сербів згадується в джерелах, пов'язаних з повстанням Людевита Посавського (IX століття), а більш детально про них розповідає в середині X століття візантійський імператор Костянтин Багрянородний, який повідомляє про деякі відомості з історії слов'янських племен Рашки, Дуклі, Травунії, Захум'я, Паганії та Боснії з часу їх появи у візантійських володіннях. Але його дані уривчасті, а іноді й суперечливі.

## Передісторія

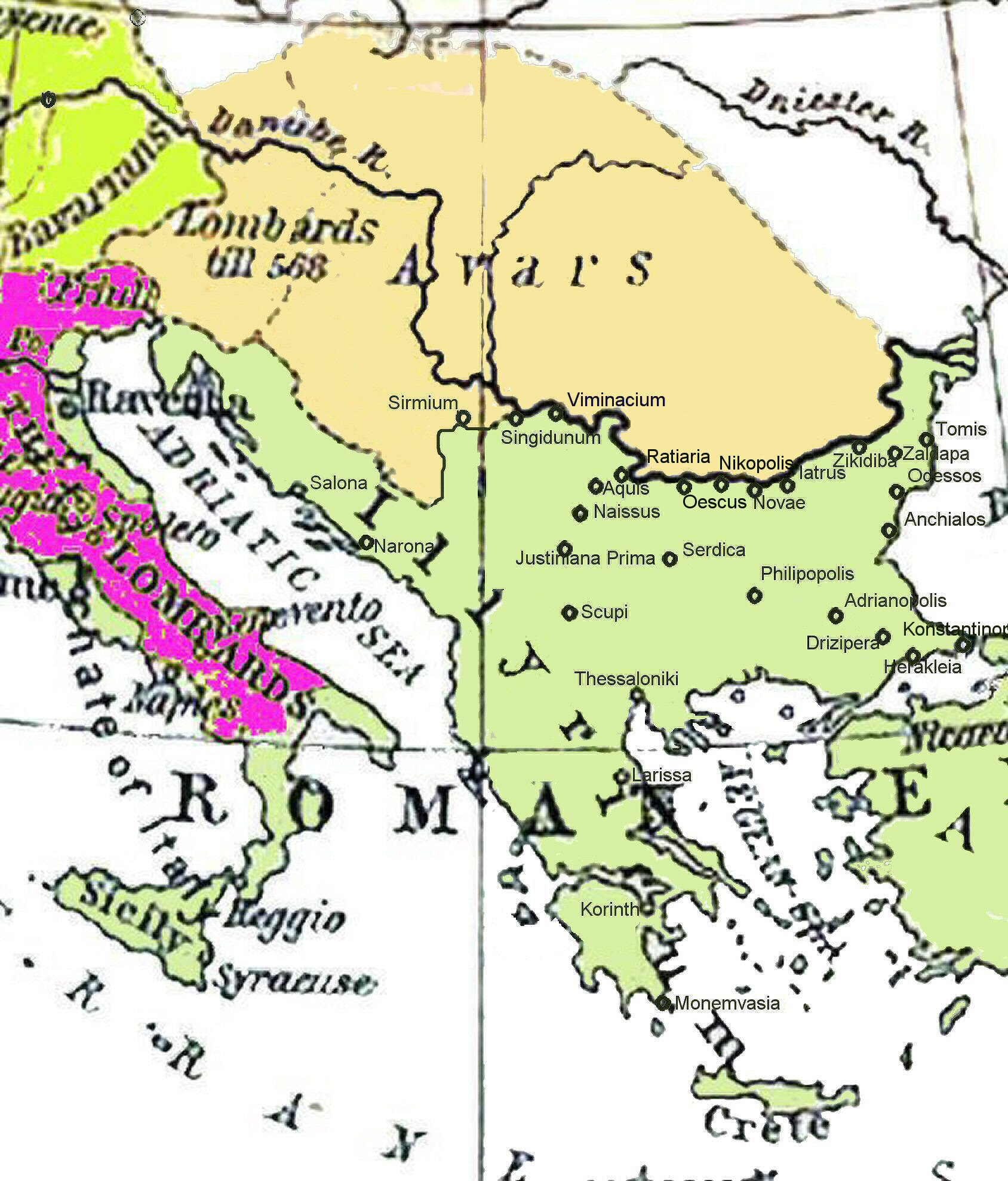
Балкани на початку VII століття

За даними візантійського імператора Костянтина Багрянородного, серби з'явилися на Балканах у 1-й половині VII століття. Вони зайняли території сучасних Сербії, Чорногорії, Боснії і Хорватії. Після переселення на Балканський півострів першими територіальними об'єднаннями у сербів, як і в більшості південних слов'ян, були жупи. Жупи зазвичай займали райони, обмежені плином рік або горами. Їх центрами були укріплені поселення або міста. Як адміністративні територіальні одиниці жупи в подальшому стали міцною основою Сербської держави. Однак візантійці всі ці землі назвали «Склавинії». Після розселення слов'ян на Балканах у візантійських джерелах з'являються відомості про безліч склавинів від Салонік до Константинополя, а пізніше і про склавинів, розташованих вище міст на узбережжі далматинця.
Через деякий час після переселення на Балкани серби сформували кілька великих общин, які потім стали державними утвореннями. Між річками Цетина і Неретва розташовувалося Неретвлянське князівство, яке візантійці іменували Паганія. Йому належали й острови Брач, Хвар і Млет. Область між Неретвою і Дубровником називалася Захум'я. Землі від Дубровника до Бока-Которської затоки займали Травунія і Конавле. Південніше, до річки Бояни, простягалася Дукля, яку пізніше стали називати Зетою. Між річками Сава, Врбас та Ібар була Рашка, а між річками Дрина і Босна — Боснія.

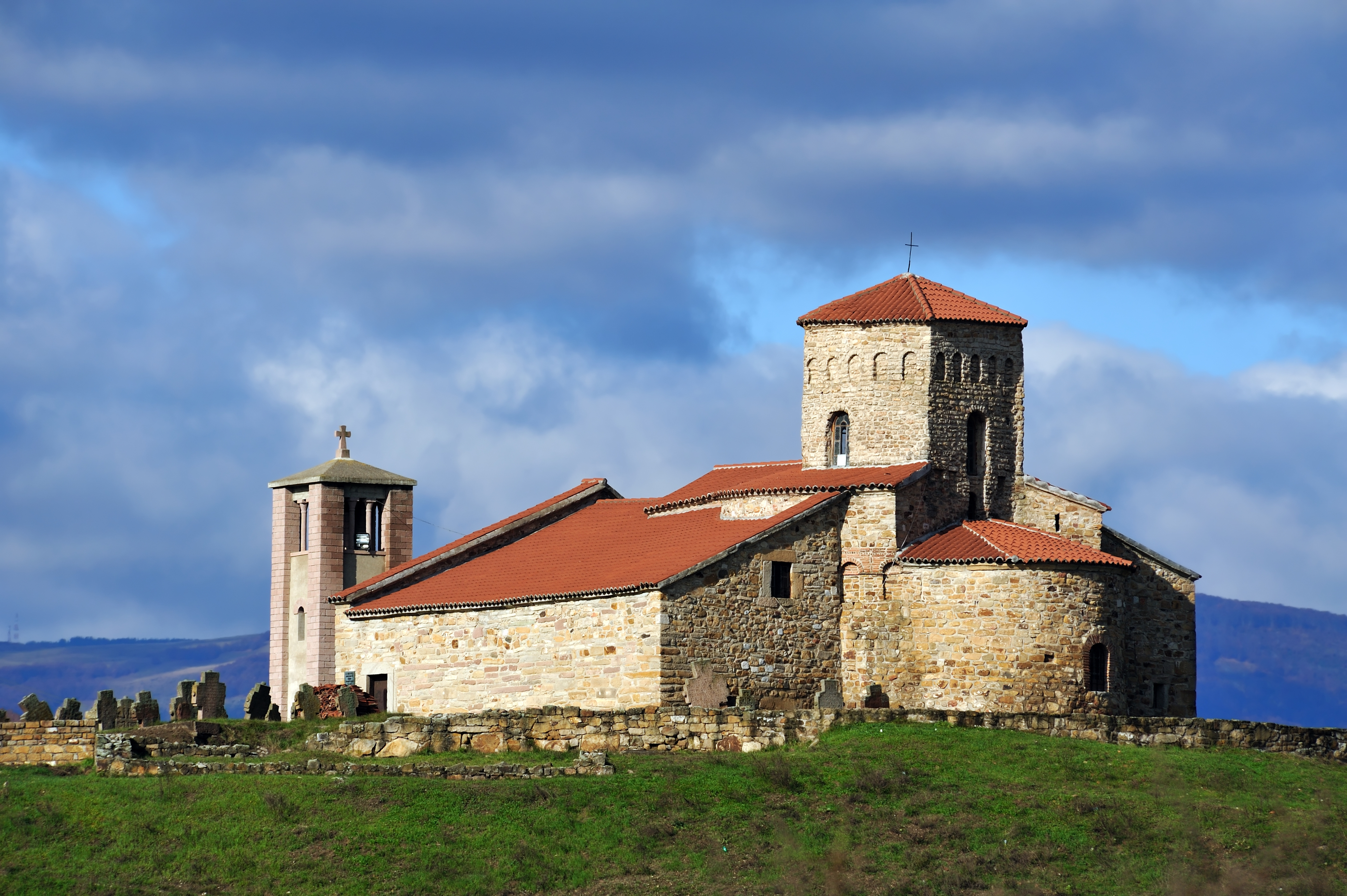
Церква Святих Апостолів Петра і Павла (Старий Рас)

Як і в інших частинах Балканського півострова, в сербських землях поширення християнства серед слов'янських племен почалося незабаром після їх переселення. Ініціатором християнізації в цих землях була Візантія, яка розраховувала таким шляхом розширити свій політичний вплив на слов'ян. Імператор Костянтин Багрянородний повідомляє, що хрещення сербів почалося ще за імператора Іраклія (610—641 роки), який послав сербам священиків з Риму. На думку ряду істориків, спроби Візантії поширити християнство в сербських землях мали дещо більші результати, ніж у Хорватії. Християнство спочатку поширювалося повільно, широкі верстви населення тяжко його сприймали і нерідко знову поверталися до язичництва. Однак частина слов'янського населення зберегла відданість християнству, особливо в приморських областях, що межують з візантійськими володіннями. Остаточно нова релігія утвердилася в сербських землях тільки в другій половині IX століття при імператорі Василі I, коли хрестився княжий рід у Рашці. Імовірно, це сталося між 867 і 874 роками. У той же час, окремі представники сербської знаті могли хреститися і раніше, тоді як в деяких районах (особливо в Паганії) і в середовищі селянства язичництво панувало ще й у X столітті.
Незабаром після переселення слов'ян на Балканський півострів стали створюватися і політичні союзи сусідніх жуп на чолі з князями або банами (в Боснії). Посади жупанів, князів і банів поступово ставали спадковими і закріплювалися за окремими заможними і впливовими родами. Постійна боротьба і військові зіткнення цих порівняно дрібних спілок вели до створення більш великих територіальних об'єднань. Всі ці політичні утворення перебували під верховною владою Візантії. Але їх залежність від імперії була невеликою і зводилася до сплати данини. Визнаючи верховну владу Візантії, серби фактично були самостійними політично.

## Історія
Велике князівство Захум'я було засновано в 630-і роки, коли воно було подаровано візантійським імператором Іраклієм слов'янам, яких очолював не названий на ім'я ватажок (згадується в літературі як «Невідомий архонт»), і які до цього жили близько Салонік. У 869 році адмірал імператора Василя I Микита Ооріфа був відряджений в Рагузу з метою об'єднання слов'янських племен проти сарацинів, при цьому Захум'я згадується як одне з князівств, які взяли участь у поході.
В кінці IX століття правитель Рашки Петар Гойніковіч з династії Властіміровичів почав розширювати свою державу за рахунок Захум'я, мотивувавши це тим, що Захум'я історично є васальної стосовно Рашки областю. Князь Захум'я Михайло змушений був утікати на острови. Князь Петар потім вступив в переговори з Візантією про союз проти болгар, а князь Михайло повідомив про переговори болгарського царя Симеона I. Михайло і надалі проводив проболгарську політику; так, у 912 році він захопив у полон сина венеційського дожа і відправив його до Болгарії. Зрештою болгари змістили Петара, і Михайло відновив контроль над Захум'ям. Надалі він також домігся офіційного визнання Візантією і отримав титул патриція.
Після XII століття Захум'я було поступово включено в сербську феодальну державу, в 1322—1326 роках перейшло в Боснію, а при її розпаді опинилося у складі середньовічної Герцеговини. Разом з останньою в XV столітті було завойовано османами.